# Объединённые левые (Сан-Марино)
«Объединённые левые» (итал. Sinistra Unita, SU) — коалиция партий, а затем единая левая политическая партия в Сан-Марино.

## История
«Объединённые левые» были основаны 2 августа 2006 года как коалиция Коммунистического возрождения Сан-Марино (аналог итальянской Партии коммунистического возрождения, созданный несогласными с преобразованием бывшей Коммунистической партии Сан-Марино в Сан-маринскую демократическую прогрессивную партию), и Левой партии, откола 2005 года от Партии демократов. Братским альянсом ОЛ в Италии были «Левые и свобода».
На выборах 2006 года получила 5 мандатов и 8,7 % голосов, после чего вошла в правящую коалицию с Партией социалистов и демократов и Народным альянсом сан-маринских демократов за республику. Впрочем, внутренние противоречия привели к развалу коалиции уже в 2008 году. В 2012 году коалиция «Объединённые левые» преобразовалась в единую партию, выступавшую на выборах 2012 года с идеологически близким движением Civico 10 в составе альянса «Активные граждане», получившего 16 % голосов.
На парламентских выборах 2016 года новый блок, в которой ведущую роль играют «Объединённые левые», получил победу. Это коалиция Adesso.sm, объединяющая «Демократических социалистических левых» (Объединённые левые + Прогрессивисты и реформисты + Демократическая лаборатория Сан-Марино), движение Civico 10 и центристскую «Республику будущего» (союз христианско-демократической и либеральной партий).
С апреля 2017 года одним из двух капитанов-регентов Сан-Марино являлась представительница партии Ванесса Д'Амброзио, с октября 2017 года по апрель 2018 года — её однопартиец Энрико Караттони.
10 ноября 2017 года «Объединённые левые» вошли в более широкую Демократическую социалистическую левую (Sinistra Socialista Democratica).